# قراد النحل الوودي
أكارابيس وودي (بالإنجليزية: Acarapis woodi)‏ هو طفيلي داخلي يؤثر على عسل النحل،وقد لوحظ بالأصل في جزيرة وايت في عام 1904،ولكن لم يُوصف قبل عام 1921.
يعيش أكارابيس وودي ويتكاثر في عسل النحل، اُكتشفت أعراضه بواسطة مربي النحل وسماه مرض جزيرة وايت ولكن يسمى الآن أكارين، وينتمي إلى الفئة الفرعية التي اسمها العث، جميع العث هي أكارين مثل العنكبوت.
يعلق العث الأنثوي 5-7 بيضات على جدران القصبة الهوائية، حيث تفقس اليرقات وتتطور خلال 11-15 يومًا للعث البالغ.
يقوم العث بالتطفل على النحل الصغير حتى عمر أسبوعين من خلال فتحات الأنبوب الرغامي. هناك، حيث يخترقون جدران الأنبوب الرغامي بأجزاء الفم ويتغذون على اللمف الدموي للنحل.
تملئ القصبة الهوئية بأكثر من 100 من العث ويعملون على إضعاف النحل، ويبلغ طول العث أقل من 175 ميكرومتر (0.007 بوصة) ، ولا يمكن رؤيته والتعرف عليه إلا تحت المجهر.